# Triodontus hanskii
Triodontus hanskii är en skalbaggsart som beskrevs av Frolov 2010. Triodontus hanskii ingår i släktet Triodontus och familjen Orphnidae. Inga underarter finns listade i Catalogue of Life.